# Матіс (Техас)
Матіс (англ. Mathis) — місто (англ. city) в США, в окрузі Сан-Патрисіо штату Техас. Населення — 4333 особи (2020).

## Географія
Матіс розташований за координатами 28°5′27″ пн. ш. 97°49′1″ зх. д. / 28.09083° пн. ш. 97.81694° зх. д. (28.090928, -97.817034).  За даними Бюро перепису населення США в 2010 році місто мало площу 8,58 км², уся площа — суходіл.

## Демографія
Згідно з переписом 2010 року, у місті мешкали 4942 особи в 1560 домогосподарствах у складі 1185 родин. Густота населення становила 576 осіб/км².  Було 1838 помешкань (214/км²).
Расовий склад населення:
| - 85,7 % — білих - 1,5 % — чорних або афроамериканців - 0,3 % — корінних американців - 0,1 % — азіатів - 9,0 % — осіб інших рас |

До двох чи більше рас належало 3,3 %. Частка іспаномовних становила 91,6 % від усіх жителів.
За віковим діапазоном населення розподілялося таким чином: 30,6 % — особи молодші 18 років, 56,3 % — особи у віці 18—64 років, 13,1 % — особи у віці 65 років та старші. Медіана віку мешканця становила 32,4 року. На 100 осіб жіночої статі у місті припадало 91,4 чоловіків;  на 100 жінок у віці від 18 років та старших — 88,4 чоловіків також старших 18 років.
Середній дохід на одне домашнє господарство  становив 42 098 доларів США (медіана — 32 538), а середній дохід на одну сім'ю — 44 656 доларів (медіана — 32 670). За межею бідності перебувало 35,3 % осіб, у тому числі 53,2 % дітей у віці до 18 років та 36,6 % осіб у віці 65 років та старших.
Цивільне працевлаштоване населення становило 1788 осіб. Основні галузі зайнятості: освіта, охорона здоров'я та соціальна допомога — 29,1 %, публічна адміністрація — 9,8 %, будівництво — 9,7 %.